# Clymenella californica
Clymenella californica är en ringmaskart som beskrevs av Blake och Kudenov 1974. Clymenella californica ingår i släktet Clymenella och familjen Maldanidae. Inga underarter finns listade i Catalogue of Life.